# Hannes Ocik
Hannes Ocik (Rostock, 8 de junho de 1991) é um remador alemão, medalhista olímpico.

## Carreira
Ocik competiu nos Jogos Olímpicos de 2016, no Rio de Janeiro, onde conquistou a medalha de prata com a equipe da Alemanha no oito com.